# ایستگاه راه‌آهن نسیم‌شهر
ایستگاه راه‌آهن نسیم‌شهر در نسیم‌شهر، استان تهران واقع شده‌است. این ایستگاه تحت مالکیت شرکت راه‌آهن جمهوری اسلامی ایران قرار دارد.